# Saint-Georges-sur-Loire
Saint-Georges-sur-Loire is een gemeente in het Franse departement Maine-et-Loire (regio Pays de la Loire). De plaats maakt deel uit van het arrondissement Angers. Saint-Georges-sur-Loire telde op 1 januari 2022 3.787 inwoners.

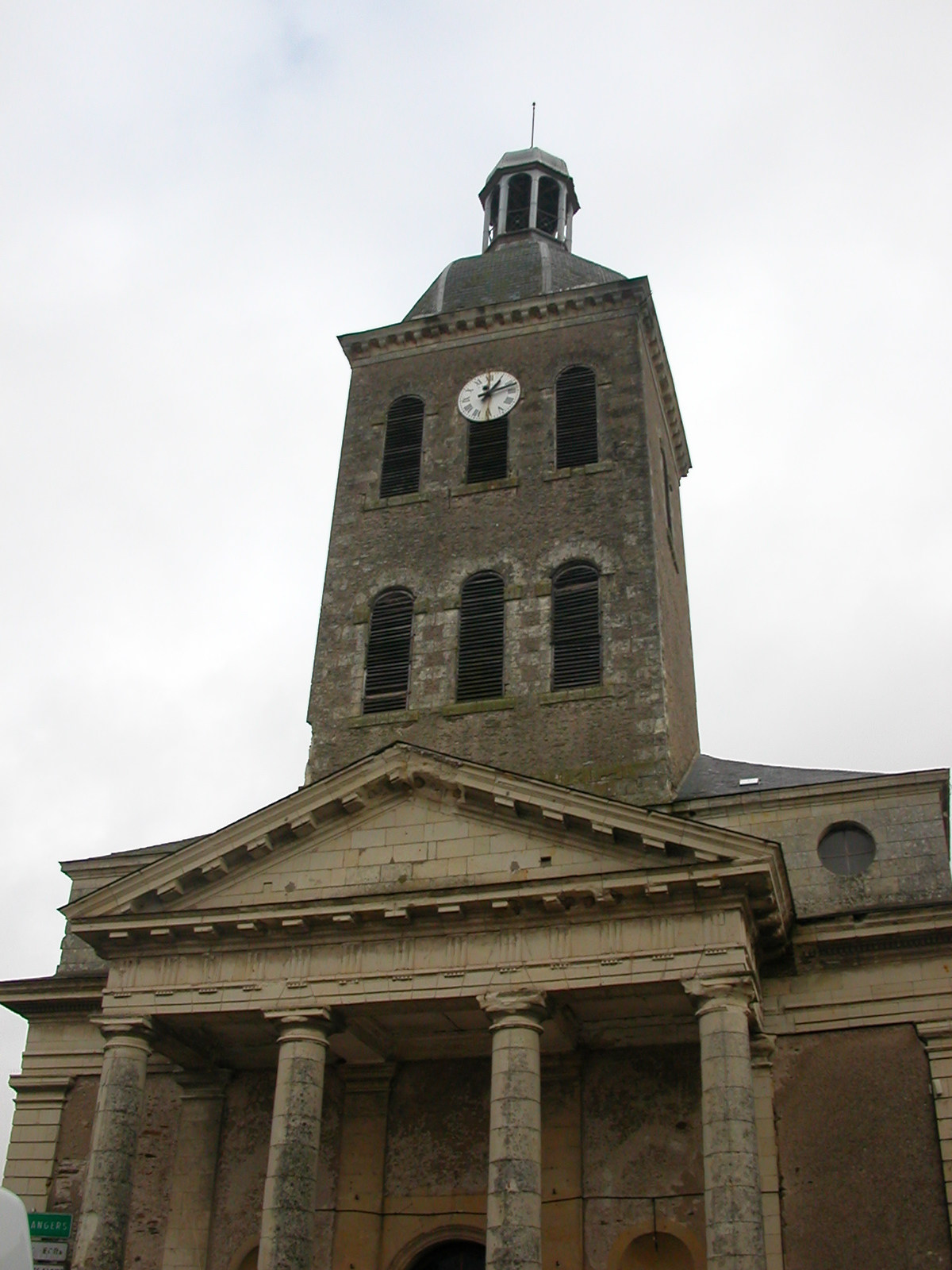
Kerk van Saint-Georges-sur-Loire
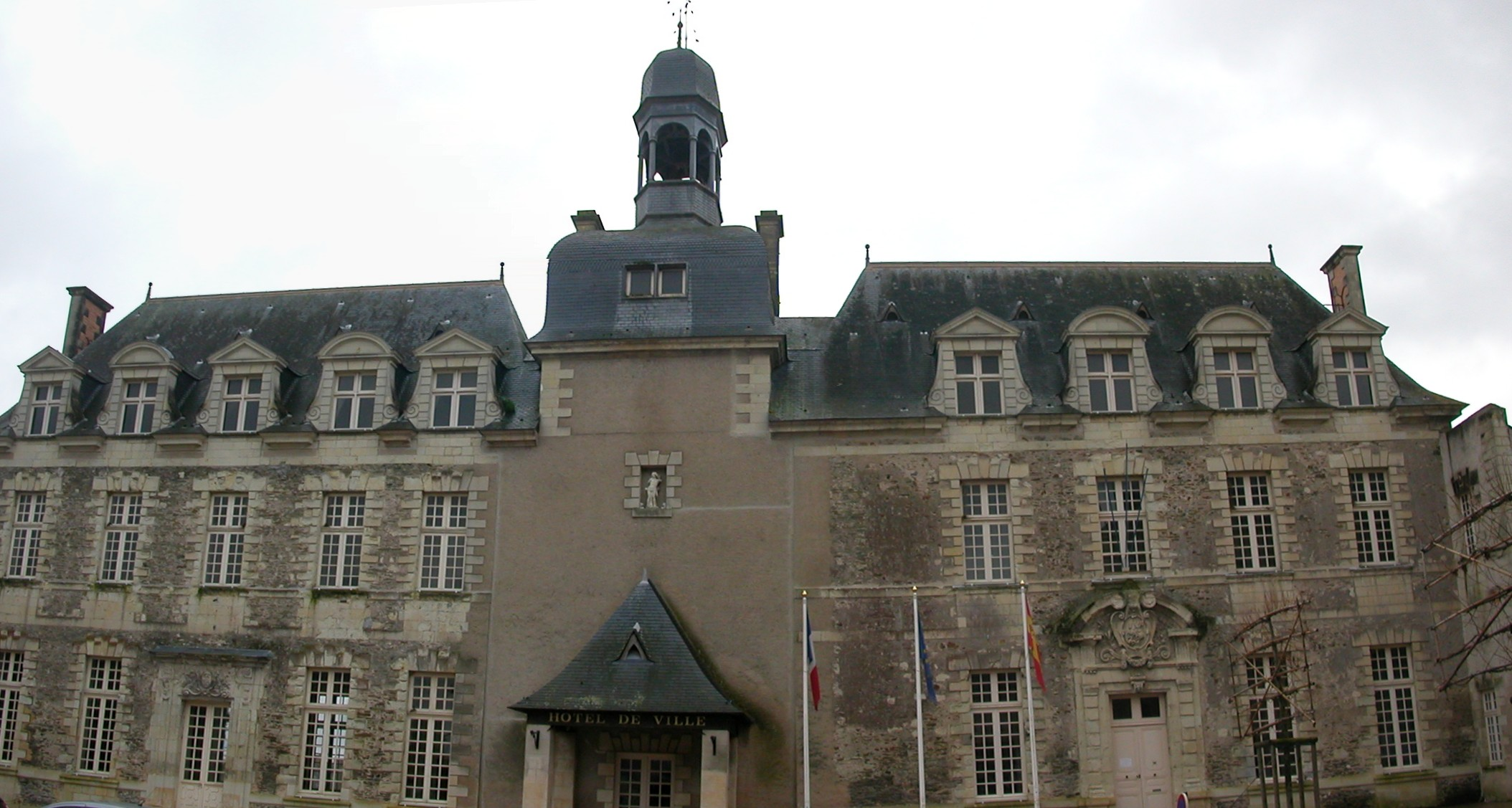
Gemeentehuis

## Geografie
De oppervlakte van Saint-Georges-sur-Loire bedroeg op 1 januari 2022 33,36 vierkante kilometer; de bevolkingsdichtheid was toen 113,5 inwoners per km².

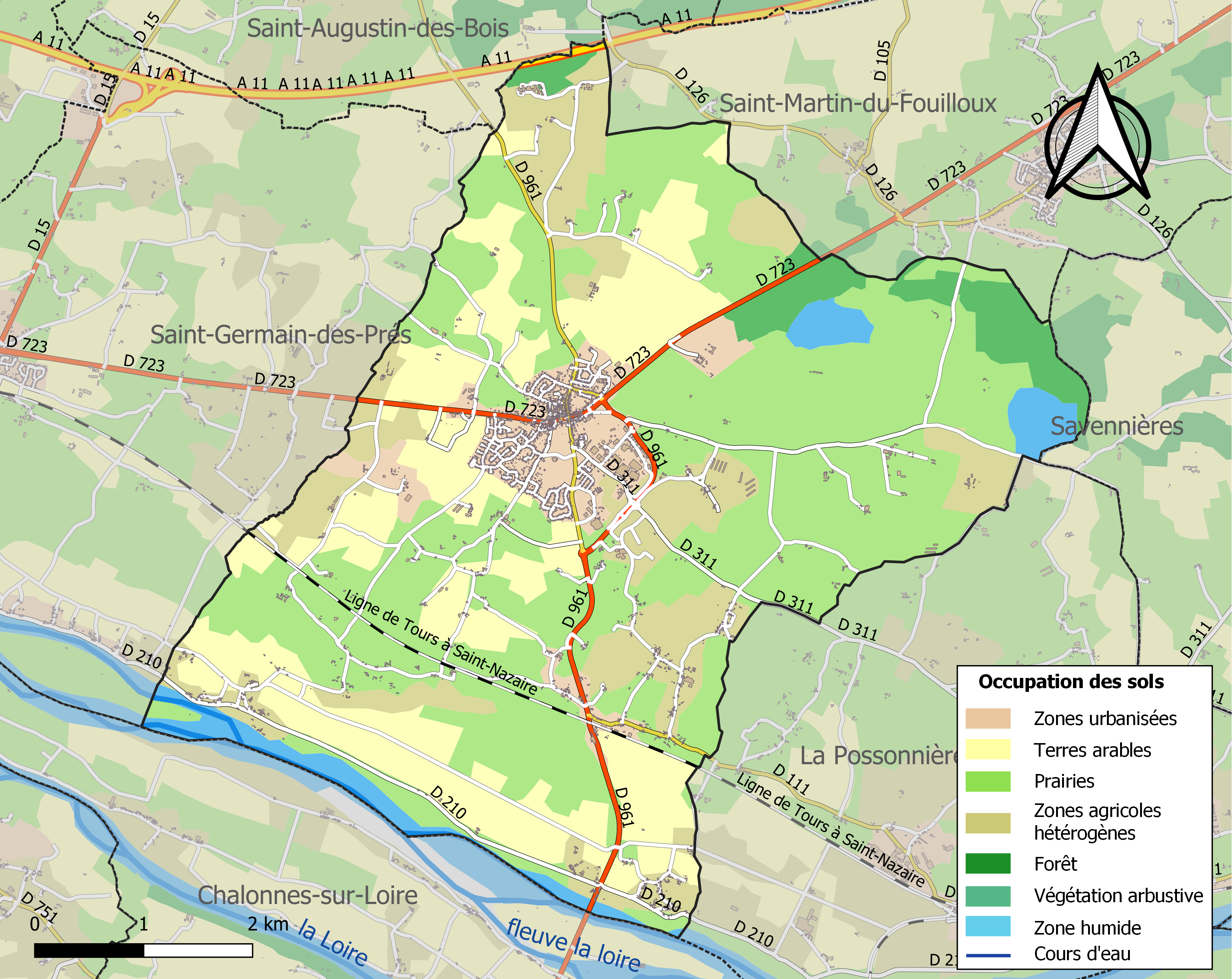
Kaart van de gemeente met de belangrijkste infrastructuur, bodemgebruik en omliggende gemeenten

## Demografie
Onderstaande figuur toont het verloop van het inwonertal (bron: INSEE-tellingen).